# 爱沙尼亚大学列表
爱沙尼亚大学列表，包括爱沙尼亚语名称。

## 公立大学

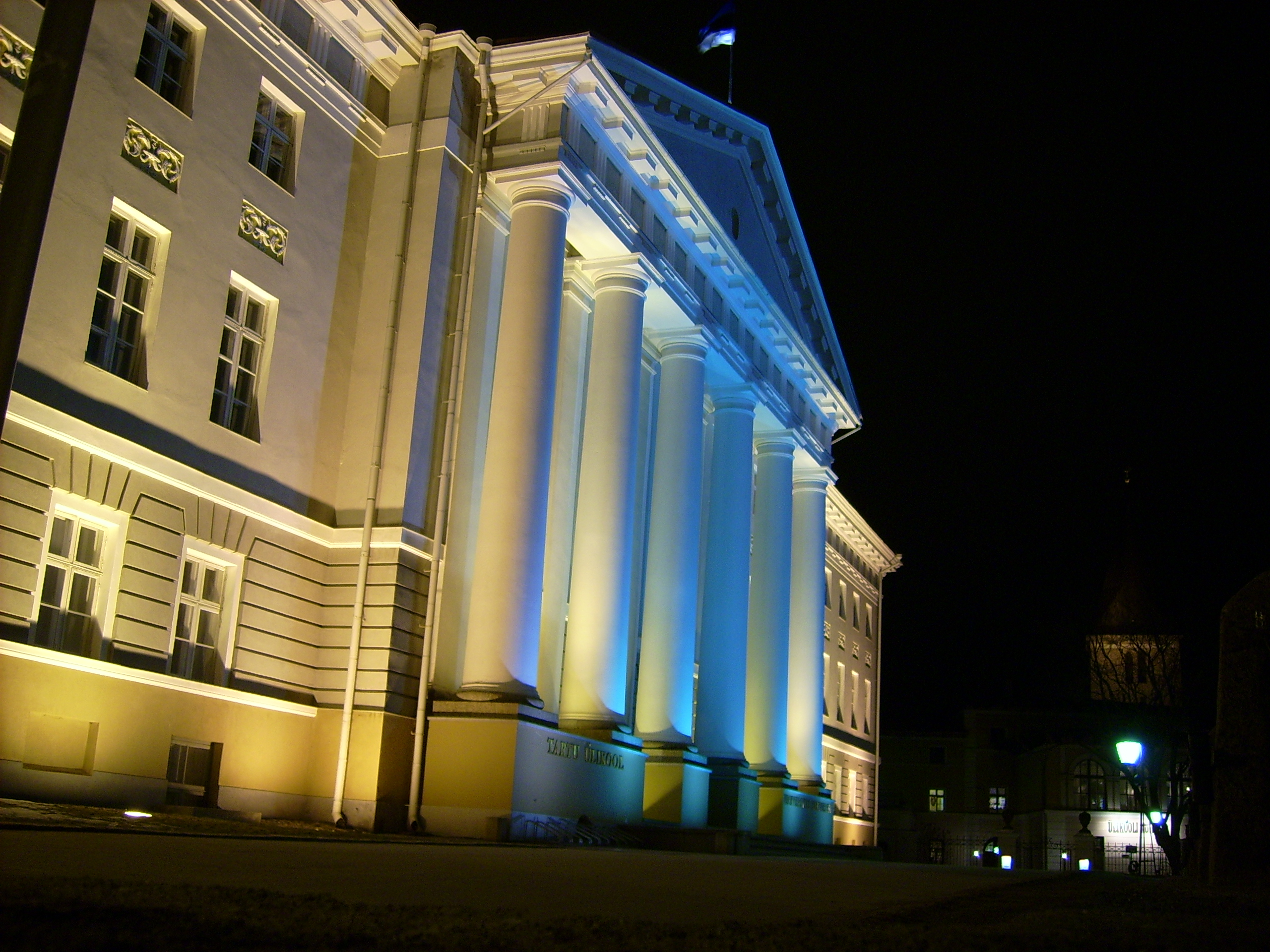
塔尔图大学是爱沙尼亚最古老的大学

- 塔尔图大学
- 塔林大学
- 塔林理工大学

## 公立学院
- 爱沙尼亚美术学院（英语：Estonian Academy of Arts）
- 爱沙尼亚音乐和剧院学院（英语：Estonian Academy of Music and Theatre）
- 爱沙尼亚生命科学大学（英语：Estonian Academy of Security Sciences）
- 爱沙尼亚海事学院（英语：Estonian Aviation Academy）
- 爱沙尼亚国防学院（英语：Estonian Maritime Academy）
- 爱沙尼亚公共服务学院（英语：Estonian National Defence College）
- 塔林应用技术大学（英语：Estonian University of Life Sciences）
- 塔尔图艺术学院（英语：Tallinn University of Applied Sciences）
- 塔尔图航空学院（英语：Tartu Art College）

## 参看
- 爱沙尼亚教育